# Герой
Геро́й (от др.-греч. ἥρως — доблестный мужчина, предводитель), в женской форме — герои́ня — человек, который вызывает восхищение за великие деяния, исключительные смелость, доблесть или мужество на войне, прославленный воин; объект крайнего восхищения и преданности (кумир); главное действующее лицо традиционных мифов (героические мифы), эпоса и легенд, наделённое сверхчеловеческими силами; главное действующее лицо литературного произведения (литературный герой), пьесы, фильма и т. д.; лицо, которое привлекает к себе общее внимание в течение определённого времени (герой дня, герой газетной хроники и т. п.); центральная фигура события, исторического периода или движения; человек, по своему характеру и поступкам выражающий какую-нибудь среду или эпоху (герой нашего времени); личность, идеализированный образ которой стал частью национального политического мифа, служащего персонализации истории (национальный герой).
Первоначально слово относилось к категории персонажей греческой мифологии. Позднее термин был распространён на близких персонажей других мифологий: мифологическая, эпическая или легендарная фигура, часто божественного происхождения, наделённая огромной силой или неестественными способностями, шумеро-аккадский Гильгамеш, греческие Ахиллес и Одиссей, англосаксонский Беовульф, ирландский Кухулин, французский Роланд, русский Илья Муромец и др. Героические мифы строятся вокруг биографии мифологического героя и повествуют о чудесном рождении героя, испытании его старшими родичами или враждебными демонами, поисках жены и брачных испытаниях, борьбе с чудовищами и других подвигах, смерти героя. Испытания составляют наиболее важный элемент героических мифов. Героический миф является важнейшим источником формирования героического эпоса и сказки.
По своему значению для коллективной памяти общества герои, мученики, жертвы и злодеи относятся к одной категории, являясь фигурами, устанавливающими моральные и социальные границы. Их истории и характеристики «хорошие» или «плохие» помогают установить моральный кодекс и построить символические границы, структурирующие общество, классифицирующие объекты, людей и практики и определяющие его модель мировосприятия. Как конструкции, эти фигуры конкурируют на повествовательном уровне. Воображаемое поле героики отражает состояние реальных властных отношений и тем самым определяет структуру пространства власти.

## Терминология
Этимологами даны различные толкования слова; выделяются функции защиты, покровительства (корень *ser-, вариант *swer-, *wer-, ср. лат. servare, «оберегать», «спасать»), сближается с именем богини Геры — Hra.
В большинстве европейских языков слово «герой» греческого происхождения (порт. Herói, фр. Héros, англ. Hero). Однако у этого слова имеются аналоги тюркского (кирг. Баатыр) и иранского (тадж. Қаҳрамон) происхождения.

## Мифология
Биографическое начало героического мифа может быть сопоставлено с космическим началом космогонического мифа. Эпизодом упорядочивания хаоса в героическом мифе является формирование личности героя, который в дальнейшем поддерживает космический порядок. Мифологические сюжеты отражают инициацию, рассказывая об обязательным уходе или изгнании героя из его социума и странствиях в иных мирах, где персонаж удаётся обрести духов-помощников и победить демонических духов-противников, а иногда и пройти через временную смерть — его глотает и выплёвывает чудовище; он умирает и воскресает, что является инициационными символами. Испытания, которые иногда принимают форму выполнения «трудной задачи», могут быть инициированы отцом, дядей героя, будущим тестем, племенным вождём, небесным божеством, например, богом-Солнце, и др. В некоторых сюжетах мотивацией для изгнания героя служат его проступки, нарушение табу, в том числе совершённый им инцест — кровосмешение с сестрой или женой отца или дяди, также угроза власти его отца-вождя.
Герой в греческой мифологии — сын или потомок божества и смертного человека. В Древней Греции существовал культ умерших героев. Исследователи относят формирование образа героя к классическому или олимпийскому периоду греческой мифологии — 2-е тысячелетие до н. э., расцвет — середина 2-го тысячелетия до н. э., в который происходили укрепление патриархата и расцвет Микенской цивилизации.
Другим типом мифологического персонажа, прямо не связанным с собственно героем, является культурный герой, функции которого — добыча или создание различных предметов человеческой культуры (огня, культурных растений, орудий труда), обучение людей охоте, ремеслу, искусству, введение социальной организации, брачных правил, магических предписаний, ритуалов, праздников и др. В архаичном сознании представления о природе и культуре не разделены друг от друга, поэтому культурный герой наделяется также ролью организации устройства мифологического космоса. Он вылавливает землю из первичного океана, устанавливает небесные светила, регулирует смену дня и ночи, времён года, приливы и отливы, участвует в появлении, формировании и воспитании первых людей и др. Общий мотив — преодоление изначального хаотического состояния мира, бессознательное или сознательное упорядочение мира и культуры. Одной из главных задач культурного героя является также сохранение уже установленного порядка, защита человеческого мира от чудовищ и демонов.

## Сказки
Владимир Пропп, анализируя русские сказки, пришел к выводу, что в сказке всего восемь драматических персонажей, из которых один является героем. Его анализ широко применяется и к фольклору других народов. Действия, которые попадают в сферу такого типа героя, включают: выезд на поиски; реакция на испытание дарителя; женитьба на принцессе (или похожей фигуре).
Пропп различал искателей и жертв-героев. Злодей мог инициировать проблему, похитив героя или изгнав его; это были жертвы-герои. С другой стороны, антагонист мог ограбить героя или похитить кого-то из близких ему людей, или, без вмешательства злодея, герой мог понять, что ему чего-то не хватает, и попытался найти это; эти герои — искатели. Жертвы могут появляться в сказках с героями-искателями, но сказка не следует за ними обоими.

## Национальный герой
Национальным героем считается личность, идеализированный образ которой стал частью национального политического мифа, служащего персонализации истории. Сложность исторических и политических процессов нивелируется в исторической картине общества и сводится к ряду образов. Обращение к национальным героям выстраивает историческую традицию и преемственность, и «современность воспринимается как результат достижения мифологически преображённого человека». Конструирование образов национальных героев происходит, в частности, в рамках написания национальной истории, что делает такие сочинения уязвимыми для скептической критики.
Нарратив о национальных героях, как и другие политические мифы, выполняет значимую для общества функцию. Национальные герои воспринимаются как «воспитатели народа».
С одной стороны, определяющим для отнесения к числу национальных героев является представление о себе соответствующей нации, а также заслуги личности перед нацией. Причисление к национальным героям не обязательно основывается на действительных заслугах, а прежде всего на их восприятии нацией. Национальным героям приписывается основание, освобождение или защита нации. Речь может идти и об общности, которая не представляет собой нацию, но, по крайней мере, имеет общую социальную основу. Статус национального героя может меняться с течением времени, так как приписываемые ему заслуги также могут меняться или пересматриваться под влиянием социальных и политических изменений.
Общественное признание имеет решающее значение для отнесения к числу национальных героев. При изменении социальных и политических условий личность может перестать считаться национальным героем. Историк Томас Нипперди писал в 1968 году, что национальный памятник — это лишь то, что считается памятником. Историк Дитер Лангевише считает, что это утверждение можно применить и к статусу национальных героев. Со временем меняются политические и социальные условия, возникают и распадаются государства, меняются и представления о заслугах национальных героев.